# Bizerta
Bizerta (em francês: Bizerte; em árabe: بنزرت; romaniz.: Banzart‎), na Antiguidade Hipo Acra (Hippo Acra, em fenício) ou Hipo Diárrito (Hippo Diarrhytus) ou Hipo Zárito (Hippo Zarytus) (em latim), é uma cidade da costa norte da Tunísia, capital da província homónima. O município tem 34 km² de área e em 2004 tinha 114 371 habitantes (densidade: 3 363,9 hab./km²), repartidos entre os arrondissements de Bizerte Medina (25 432), Zarzouna (24 428), Aïn Mariam (46 060) e Hached (18 451).
A cidade situa-se entre o mar Mediterrâneo e o lago de Bizerta, 65 km a noroeste de Tunes e 18 km a sudeste do cabo Branco, o extremo setentrional da África (distâncias por estrada).
Os bizertinos descendem de imigrantes árabes e berberes da Argélia, refugiados dos anos de seca no final do século XIX, bem como de muçulmanos da Andaluzia, de escravos islâmicos do Império Otomano, sicilianos, corsos, sardos, malteses e russos brancos (estes, instalados na cidade após a Revolução Russa de 1917).

## História
Bizerta é a mais antiga cidade da Tunísia, fundada em cerca de 1 100 a.C. por fenícios provenientes de Tiro. Inicialmente um pequeno porto fenício, a cidade passou à órbita de Cartago após a derrota de Agátocles durante as Guerras Púnicas. Em seguida, foi ocupada pelos romanos, recebendo o nome de Hipo Diárrito. Esta conquista apagou nove séculos de história púnica. Desmantelada, a cidade viu seu território passar ao controle de Útica, que tomara o partido de Roma. Muitos anos se passaram até que uma nova cidade fosse erguida no local.
A cidade recebeu o nome atual após a conquista pelos exércitos muçulmanos no século VII. A partir de 1050, a invasão pelas tribos hilalitas provocou a queda do Estado zírida, de maneira que a região foi recortada por diversos pequenos principados independentes. A restauração da autoridade almóada prenunciou uma nova ruptura: cerca de vinte anos depois, a região torna-se uma província autônoma sob os haféssidas.
Em 1535, as tropas de Carlos V tomaram a cidade, abandonando-a em 1574, expulsas pelos otomanos. Teve início então sua primeira grande fase de prosperidade. Servindo de base a piratas, o número de cativos cristãos ultrapassava os 20 000 no início do século XVIII. Em reação, Bizerta sofreu o bombardeio da marinha francesa em 1681 e 1770 e dos venezianos, em 1784 e 1785.
A abolição da pirataria em 1818 foi um golpe duro para Bizerta, compensado com a exploração da pesca no seu lago, com produtos exportados para Túnis, Itália e França. Em 1786, um decreto do bei de Túnis concedeu à França a exclusividade na exploração do coral, que terminou destruído, em grande medida, nos cinquenta anos subsequentes.
A cidade tornou-se um protetorado francês após o Congresso de Berlim, de 1878. A França empreendeu então a construção de um grande porto militar, no modelo de Toulon, devido ao papel estratégico de Bizerta no canal da Sicília. Construiu-se um canal para ligar o Mediterrâneo ao lago de Bizerta, onde foi instalado um porto.
Durante a Segunda Guerra Mundial, em novembro de 1942, a cidade foi ocupada pelos alemães. Após bombardeá-la repetidamente, os americanos tomaram-na em 7 de maio de 1943. Não obstante a independência da Tunísia em 1956, a França manteve a base de Bizerta até 1963, o que causou diversos momentos de tensão entre os governos de Habib Bourguiba e Charles de Gaulle, que culminaram na crise de Bizerta (o cerco da base por tropas tunisinas, rompido à força por tropas francesas).